# Том (притока Обі)
Том (рос. Томь, шорськ. Том) — річка в Західному Сибіру (Росія), права притока Обі.
Джерело Томі розташоване на західних схилах Абаканського хребта.
Довжина річки 827 км, ширина заплави до 3 км, перепад висот від джерела до гирла 185 м, площа водозбору 62 тисячі км². Середній багаторічний річний стік: 1 100 м³/c, 35,0 км³/рік.
За назвою річки названі місто Томськ, футбольний клуб «Том», музей-заповідник «Томська писаниця», Том-Усинська ДРЕС.
Міста на річці Том: Междурєченськ, Новокузнецьк, Кемерово, Юрга, Томськ, Сєверськ.
| Праві притоки Обі | Праві притоки Обі | Праві притоки Обі |
| ----------------- | ----------------- | ----------------- |
| → → Іня →         | → Том →           | → Чулим → →       |